# Крилов Павло Олександрович
Павло Олександрович Крилов (1905, місто Санкт-Петербург, тепер Російська Федерація — березень 1973, місто Москва, Російська Федерація) — радянський діяч органів держбезпеки, народний комісар внутрішніх справ Кабардино-Балкарської АРСР, начальник УМДБ по Ізмаїльській області. Депутат Верховної Ради СРСР 1-го скликання (1941—1946).

## Біографія
Народився в родині маляра. У 1917 році закінчив чотирикласну школу села Большиє Горкі, у 1919 році — технічну школу Балтійського суднобудівного заводу міста Петрограда.
У серпні 1919 — вересні 1921 року — підручний слюсаря на Балтійському суднобудівному заводі міста Петрограда.
З вересня 1921 по квітень 1922 року працював в господарстві батька в селі Большиє Горкі. У квітні 1922 — серпні 1924 року — слюсар млина села Большиє Горкі. З серпня 1924 по вересень 1925 року працював в господарстві батька в селі Большиє Горкі.
У вересні 1925 — червні 1926 року — слухач Ленінградської губернської школи радянського і партійного будівництва.
У червні 1926 — серпні 1927 року — секретар виконавчого комітету волосної ради села Большиє Горкі.
У серпні 1927 — квітні 1930 року — курсант електромінної школи Морських сил Балтійського моря. Під час навчання отримав поранення.
Член ВКП(б) з січня 1930 року.
У квітні — вересні 1930 року — монтажник радіоапаратного заводу імені Казицкого в Ленінграді.
У вересні 1930 — травні 1935 року — студент Ленінградського електротехнічного інституту.
У травні 1935 — липні 1937 року — інженер заводу № 210 імені Казицкого в Ленінграді. У липні 1937 — квітні 1938 року — начальник лабораторії, заступник начальника виробництва заводу № 210 імені Казицкого в Ленінграді. У квітні — листопаді 1938 року — партійний організатор ЦК ВКП(б), секретар комітету ВКП(б) заводу в місті Ленінграді.
З листопада 1938 року — в органах державної безпеки СРСР.
28 січня 1939 — 26 лютого 1941 року — народний комісар внутрішніх справ Кабардино-Балкарської АРСР. 26 лютого — 20 червня 1941 року — народний комісар державної безпеки Кабардино-Балкарської АРСР.
У червні — липні 1941 року — начальник Сталінського міського відділу НКДБ Новосибірської області. У липні 1941 — квітні 1943 року — начальник Сталінського міського відділу НКВС Новосибірської області. У квітні 1943 — квітні 1944 року — начальник Сталінського міського відділу НКДБ Новосибірської області.
У квітні 1944 — серпні 1947 року — начальник Управління НКДБ (МДБ) по Ізмаїльській області УРСР.
У серпні 1947 — листопаді 1948 року — слухач Курсів удосконалення керівного складу МДБ СРСР.
У листопаді 1948 — лютому 1952 року — начальник Управління охорони МДБ Оренбурзької залізниці.
З лютого 1952 року — начальник об'єкту № 714 Першого головного управління при РМ СРСР.
Потім — на пенсії в Москві.

## Звання
- капітан державної безпеки (7.03.1939)
- підполковник державної безпеки (11.02.1943)
- полковник державної безпеки (25.11.1943)

## Нагороди
- два ордени «Знак Пошани» (26.04.1940, 20.09.1943)
- орден Червоної Зірки
- медалі